# Lancefieldella
Lancefieldella es un género de bacterias grampositivas de la familia Atopobiaceae. Fue descrito en el año 2018. Su etimología hace referencia a la microbióloga Rebecca Lancefield. Anteriormente formaba parte del género Atopobium. Son bacterias anaerobias estrictas e inmóviles. Crecen de forma individual, en parejas o cadenas cortas. Temperatura de crecimiento óptima de 37 °C. Se han aislado de muestras clínicas humanas diversas, aunque es un género muy poco frecuente. 

## Taxonomía
Actualmente contiene 2 especies descritas:
- Lancefieldella parvula
- Lancefieldella rimae